# Aimo Diana
Aimo Stefano Diana (* 2. Januar 1978 in Brescia) ist ein ehemaliger italienischer Fußballspieler und -trainer. Der ehemalige Abwehr- und Mittelfeldspieler ist aktuell Trainer von Union Brescia.

## Spielerkarriere
Aimo Diana begann seine Profikarriere in seiner Heimatstadt bei Brescia Calcio. Nach drei Spielzeiten und Brescias Abstieg in die Serie B spielte er 1999/2000 für Hellas Verona in der Serie A und erreichte mit der Mannschaft einen respektablen neunten Platz.
Nach kurzer Rückkehr zu Brescia Calcio wechselte Diana im September 2001 zur AC Parma, von der er im Januar 2003 an Reggina Calcio verliehen wurde.
Zur Saison 2003/04 ging Aimo Diana zu Sampdoria Genua, wo er drei Jahre lang Stammspieler und Leistungsträger war. Durch seine guten Leistungen in Genua empfahl er sich auch für die Nationalmannschaft, in der er unter Giovanni Trapattoni am 28. April 2004 beim 1:1 gegen Spanien debütierte.
2006 wechselte Diana im Tausch gegen Massimo Bonanni, Christian Terlizzi und zwei Millionen Euro zur US Palermo. Im Januar 2008 wurde er zum FC Turin transferiert, wo er einen Vertrag bis 2011 besitzt. Bereits bei seinem zweiten Spiel für den Toro erzielte er gegen seine alte Mannschaft Palermo sein erstes Tor für Turin.
Im Februar 2010 wurde Diana bis zum Saisonende an die AC Bellinzona ausgeliehen.

## Trainerkarriere
Diana ist seit 2025 Trainer von Union Brescia.